# Грановитая башня (Коломна)
Грановитая башня — одна из семи башен Коломенского Кремля, сохранившихся до наших дней. Построена в 1525—1531. Башня размещалась между Коломенской (Маринкиной) башней и Ивановскими воротами. Башня представляет в плане сочетание шестигранника и квадрата: внешняя сторона башни выполнена в форме шестигранника, а внутренняя, кремлёвская часть, имеет форму параллелепипеда. Благодаря форме башня и получила своё название.
В настоящее время в башне проводит свои занятия Центр русской воинской культуры «Святогор».